# Il cuore dell'uomo
Il cuore dell'uomo è un romanzo islandese del 2011 scritto da Jón Kalman Stefánsson. In Italia è stato pubblicato da Iperborea. La traduzione è a cura di Silvia Cosimini.

## Trama
“L’uomo è nato per amare, ecco quant’è semplice il fondamento dell’esistenza. Per questo il cuore batte, questa strana bussola, grazie a lui ci orientiamo tra le nebbie più fitte, a causa sua ci smarriamo e moriamo in pieno sole.” Il ragazzo si risveglia in uno sperduto fiordo nel nord dell’Islanda. Il mare gli ha strappato l’unico amico, i ghiacci l’hanno inghiottito fino alle soglie della morte, ma a richiamarlo alla vita sono degli occhi verdi e dei capelli rossi. È la giovane Álfheiður che lo cura ogni giorno prima che il destino lo riporti al Villaggio, a una piccola comunità di pescatori impegnata in una quotidiana lotta per la sopravvivenza, alla locanda del capitano cieco che gli apre le porte della letteratura e della conoscenza. E mentre il cuore continua a inseguire quei capelli rossi “oltre le montagne del mondo”, la sua perenne ricerca del senso più alto della vita diventa un viaggio iniziatico attraverso l’amore, da quello libero della ribelle Geirþrúður a quello dominatore della capricciosa Ragnheiður, a quello che guarisce il dolore di Rakel, nato dalla poesia di una lettera. Perché le parole possono dare corpo ai sogni, cambiare un destino, elevarci sopra il tempo. Ed è il potere delle parole e dell’animo umano contro gli abissi bui dell’esistenza a illuminare ogni pagina di questo romanzo. “Bisogna vivere come le stelle”, dice il ragazzo, “bisogna vivere per vincere la morte, è l’unica cosa che sappiamo”. Allora non ci spegneremo, “forse semplicemente ci trasformeremo in musica”.

## Citazioni
- "La vita sono le stelle che scintillano, ma allora cos'è il buio che le separa?"
- "Non so molto della vita. Probabilmente non c'è bisogno di sapere molto della vita, basta entrarci dentro. E saperla accogliere quando arriva"
- "Si sveglia ogni mattina poco prima delle sei, allunga una mano e prende un libro, qualche poesia da leggere mentre esce dal mondo dei sogni ed entra nel fragile mattino, per legare la notte e il giorno, il sonno e la veglia con una poesia, probabilmente non c'è modo migliore di svegliarsi, per un essere umano"
- "Non sono sicuro che nel mondo ci sia abbastanza felicità per tutti, perché sono tanti quelli che devono farne a meno"
- "La cosa peggiore in questa vita è non poter mai fuggire da se stessi, dalla propria esistenza, chiusi come siamo in un astuccio, in un mondo che non si allontana mai da te, se non forse in sogno, ma torna non appena apri gli occhi, come si fa a sopportarlo?"

## Edizioni in italiano
- Jón Kalman Stefánsson; Il cuore dell'uomo, traduzione di Silvia Cosimini; postfazione di Alessandro Zironi, Iperborea, Milano 2014